# Alan King
Alan King (26. prosince 1927 – 9. května 2004) byl americký komik známý svým kousavým vtipem a často zanícenými humornými řečmi. King se stal známý jako židovský komik a satirik. Vystupoval v několika filmech a televizních show. Napsal pár knih, produkoval filmy a rovněž se objevil v několika divadelních hrách. V pozdějších letech pomáhal mnoha dobročinným organizacím.

## Životopis

### Začátek života
King se narodil jako Irwin Alan Kniberg v New Yorku jako syn Minnie (rozená Solomonová) a Bernarda Knibergových. První roky svého života strávil na Manhattanu. Později se jeho rodina přestěhovala do Brooklynu. King používal humor k tomu, aby přežil v drsném prostředí. Jako dítě King prováděl imitace na ulici za pár drobných.
Když mu bylo čtrnáct, vystoupil v rádiovém programu Major Bowes Original Amateur Hour se scénkou „Brother, Can You Spare A Dime“. Sice nezískal první cenu, ale byl pozván k účasti na celostátním turné. V patnácti opustil školu, aby mohl vystupovat v hotelu Gradus se svým komediálním číslem. Když si však v jednom vtipu dělal legraci z majitele hotelu, byl vyhozen. Pracoval v Kanadě ve varieté, současně si také vydělával jako profesionální boxer. Vyhrál 20 zápasů v řadě bez jediné prohry. Při léčbě zlomeného nosu se rozhodl skončit s kariérou boxera a zaměřil se na komediální kariéru. King začal pracovat jako vrátný v populárním nočním klubu Leon and Eddie’s zatímco dělal komediální čísla pod jménem posledního boxera, který ho porazil – „King“.

### Kariéra
King začal svou komediální kariéru převážně s materiálem zahrnujícím tchyně a židy. Jeho styl komedie se změnil, když uviděl Dannyho Thomase vystupujícího na začátku padesátých let. King si uvědomil, že Thomas mluví k publiku, ne na ně, a že se mu dostává lepší odezvy. King tedy změnil svůj vlastní styl a přesunul se k hovorovějšímu stylu, který využíval záležitosti každodenního života k humoru. Jeho komedie inspirovala další komiky, jako například Jerryho Seinfelda a Billyho Crystala.
King se oženil s Jeanette Sprungovou v roce 1947. Měli spolu tři děti: Andrewa, Roberta a Elainie Ray. Jeho žena ho přesvědčila, aby se přestěhovali do Forest Hills ve státě Queens a později do Great Neck na Long Islandu, kde žil až do konce svého života. Tam vyvinul komediální styl točící se kolem života na předměstí. S Amerikou stěhující se na předměstí Kingův humor stoupal.
King začal vystupovat pro mnoho celebrit, mezi nimi byli například Judy Garland, Patti Page, Nat King Cole, Billy Eckstine, Lena Horne a Tony Martin. Když byl Martin obsazen do filmu Hit the Deck, tak navrhl na jednu z rolí právě Kinga, čímž mu dal šanci na jeho první filmovou roli. V padesátých letech hrál King několik menších rolí, ale znechutilo se mu hraní stereotypních postav. Které popsal jako „vždycky seržant z Brooklynu, který se jmenuje Kowalski“. King posléze rozšířil svůj herní rozsah a udělal si jméno, když hrál gangstery v pěti filmech, mezi nimi Cats Eye a The Anderson Tapes.
Jeho kariéra odstartovala po vystoupeních v show Eda Sullivana, Perryho Comoa a Garryho Moorea. Tím že King žil kousek od New Yorku byl často k dispozici, když Sullivan potřeboval sehrát krátký akt na poslední chvíli. King se také stal stálým hostem v The Tonight Show Starring Johnny Carson, zaštítil předávání Oscarů v roce 1972 a byl mistrem ceremonií při inauguraci prezidenta Johna F. Kennedyho v roce 1961. King byl první (1988), kdo obdržel cenu za americký židovský humor od National Foundation for Jewish Culture (Národní nadace židovské kultury). Cena byla následně přejmenována na jeho počest.

### Osobní život
Po celý svůj život byl King zapojen v práci pro charitu. Založil Alan King Medical Center (Zdravotní centrum Alana Kinga) v Jeruzalémě, zvýšil peněžní prostředky Nassau Center for Emotionally Disturbed Children (Nassauské centrum pro emočně narušené děti) a založil katedru dramatických umění na Brandeis University. Také vytvořil program Laugh Well (Dobře se smát, bavit), který posílá komiky do nemocnic, aby vystupovali pro pacienty. V sedmdesátých letech proměnil King svou vášeň pro tenis do profesionálního turnaje v Las Vegas, který se jmenoval Alan King Tennis Classic a byl vysílán národní televizí.
King zemřel 9. května 2004 na rakovinu plic. Bylo mu 76 let.

## Filmy
- Hit the Deck (1955)
- Miracle in the Rain (1956)
- The Girl He Left Behind (1956)
- The Helen Morgan Story (1957)
- On the Fiddle (1961)
- Bye Bye Braverman (1968)
- The Anderson Tapes (1971)
- Just Tell Me What You Want (1980)
- Prince of the City (1981) (Cameo)
- I, the Jury (1982)
- Author! Author! (1982)
- Lovesick (1983)
- Cat's Eye (1985)
- You Talkin' to Me? (1987) (Cameo)
- Memories of Me (1988)
- Funny (1989) (dokumentární)
- A Love Story (1989)
- Ohňostroj marnosti (The Bonfire of the Vanities, 1990)
- Night and the City (1992)
- Casino (1995)
- Under the Gun (1995)
- Rush Hour 2 (2001)
- Sunshine State (2002)
- Mind the Gap (2004)

## Televize
- Alan King: Inside the Comedy Mind (1990) (host and producer)[2]
- Great Performances – The World of Jewish Humor) (1990)[3]

## Knihy
- Anyone Who Owns His Own Home, Deserves It (1962)
- Help! I'm a Prisoner in a Chinese Fortune Cookie (1964)
- Is Salami and Eggs Better Than Sex? Memoirs of a Happy Eater (1985)
- Name Dropping: The Life and Lies of Alan King (1996)
- Alan King's Great Jewish Joke Book (2002)
- Matzoh Balls for Breakfast and Other Memories of Growing Up Jewish (2005)